# اجازه رقص
«اجازهٔ رقص» (به انگلیسی: Permission to Dance) ترانه‌ای از گروه پسرانهٔ کره‌ای بی‌تی‌اس است. این تک‌آهنگ در ۹ ژوئیهٔ ۲۰۲۱، توسط بیگ هیت میوزیک و سونی میوزیک به‌عنوان تک‌آهنگی مستقل  منتشر شد. این ترانه همچنین بخشی از نسخهٔ سی‌دی تک‌آهنگ پیشین بی‌تی‌اس، « کره» و سومین تک‌آهنگ انگلیسی‌زبان گروه بود. «اجازهٔ رقص» در جدول‌های پنج کشور اول شد و در ده رتبهٔ اول ده کشور دیگر قرار گرفت.:♡

## عملکرد تجاری
«اجازهٔ رقص» در ایالات متحده، با ۱۵٫۹ میلیون استریم، ۱٫۱ میلیون پخش رادیویی و فروش ۱۴۰٬۰۰۰ کپی در هفتهٔ اول انتشار، در صدر ۱۰۰ آهنگ داغ بیلبورد (شمارهٔ ۲۴ ژوئیهٔ ۲۰۲۱) قرار گفت. «اجازهٔ رقص» جایگزین «کره» در صدر این جدول شد؛ این نخستین بار پس از دریک بود که هنرمندی تک‌آهنگ خود را با تک‌آهنگی جدید جایگزین کرد. دریک در سال ۲۰۱۸، تک‌آهنگ «در احساسات من» را با «خوب برای چه» جایگزین کرده‌بود. این تک‌آهنگ همچنین پنجمین شمارهٔ ۱ بی‌تی‌اس در این جدول، در مدت زمان ۱۰ ماه و دو هفته بود و به این ترتیب گروه به سریع‌ترین هنرمند پس از مایکل جکسون در سال ۱۹۸۸ تبدیل شد که به‌طور متوالی به پنج تک‌آهنگ شمارهٔ یک دست یافت. همچنین این چهارمین تک‌آهنگ گروه بود که بلافاصله پس از انتشار در صدر ۱۰۰ آهنگ داغ جای گرفت و به جایگاه بی‌تی‌اس به‌عنوان گروهی با بیشترین تک‌آهنگ شمارهٔ یک پس از انتشار، قدرت بخشید (در کنار جاستین بیبر و دریک و پس از آریانا گرانده با پنج شمارهٔ یک). «اجازهٔ رقص» در جدول ترانه‌های دیجیتال، به هشتمین شمارهٔ یک بی‌تی‌اس تبدیل شد و گروه رکورد خود را به‌عنوان هنرمندی با بیشترین شمارهٔ یک در این جدول، حفظ کرد. این ترانه در صدر جدول ترانه‌های ترندی داغ بیلبورد جای گرفت؛ این جدول توسط توییتر اداره می‌شود و موردبحث‌ترین ترانه‌ها در این پلتفرم را رتبه‌بندی می‌کند.
اوریکون در ماه سپتامبر گزارش کرد، «اجازهٔ رقص» از مرز ۱۰۰ میلیون استریم در ژاپن گذشت و پنجمین ترانهٔ بی‌تی‌اس بود که به این میزان استریم رسید. این موضوع، گروه را به دومین هنرمند مردی تبدیل کرد که پنج ترانه‌اش به این میزان استریم دست یافت؛ در جایگاه اول، آفیشال هیگه داندیسم با هفت ترانه قرار دارد.

## فهرست قطعات
- سی‌دی تک‌آهنگ و ئی‌پی دیجیتال [۷]

1. «کره» – ۲:۴۴
2. «اجازهٔ رقص» – ۳:۰۷
3. «کره» (اینسترومنتال) – ۲:۴۲
4. «اجازهٔ رقص» (اینسترومنتال) – ۳:۰۷

- دیجیتال[۸]

1. «اجازهٔ رقص» – ۳:۰۷
2. «اجازهٔ رقص» (ریمیکس آراندبی) – ۳:۳۶
3. «اجازهٔ رقص» (اینسترومنتال) – ۳:۰۷

## عوامل
مشخصات برگرفته از تیدال است.
- بی‌تی‌اس – آواز
- اد شیرن – ترانه‌سرایی
- جانی مک‌دید – ترانه‌سرایی
- استیو مک – ترانه‌سرایی، تهیه‌کنندگی
- جنا اندروز – ترانه‌سرایی، تهیه‌کنندگی، تهیه‌کنندگی آواز
- استیون کرک – تهیه‌کنندگی، تهیه‌کنندگی آواز
- کریس لاز – مهندس صدا
- دن پرسی – مهندس صدا
- خوان پنیا – مهندس صدا
- کیث پری – مهندس صدا
- راب گریمالدی – مهندس صدا
- پی‌داگ – مهندس صدا، تنظیم آواز
- جان هینز – مهندس صدا
- سربان گنیا – مهندس میکس
- کریس گرینگر – مهندس مسترینگ

## جدول‌ها
| جدول (۲۰۲۱)                         | بالاترین موقعیت |
| ----------------------------------- | --------------- |
| آرژانتین (۱۰۰ آهنگ داغ آرژانتین)    | ۵۱              |
| استرالیا (ای‌آرآی‌ای)                 | ۶               |
| اتریش (او۳ تاپ ۴۰ اتریش)            | ۲۸              |
| کانادا (۱۰۰ تک‌آهنگ داغ کانادا)      | ۱۰              |
| جمهوری چک (۱۰۰ تک‌آهنگ برتر دیجیتال) | ۲۵              |
| السالوادور (دیده‌بان لاتین)          | ۱۶              |
| فرانسه (اس‌ان‌ئی‌پی)                   | ۷۰              |
| آلمان (جدول‌های رسمی آلمان)          | ۲۳              |
| جهانی ۲۰۰ (بیلبورد)                 | ۱               |
| مجارستان (۴۰ تک‌آهنگ برتر)           | ۲               |
| مجارستان (۴۰ استریم برتر)           | ۳۳              |
| هند (آی‌ام‌آی)                        | ۱               |
| ایرلند (آی‌آرام‌ای)                   | ۱۷              |
| ایتالیا (اف‌آی‌ام‌آی)                  | ۶۷              |
| ژاپن (ترانه‌های دیجیتال اوریکون)     | ۱               |
| ژاپن (۱۰۰ آهنگ داغ ژاپن)            | ۱               |
| لیتوانی (آگاتا)                     | ۱۶              |
| مالزی (آرآی‌ام)                      | ۱               |
| هلند (۱۰۰ تک‌آهنگ برتر)              | ۶۲              |
| نیوزیلند (انجمن صنعت ضبط نیوزیلند)  | ۸               |
| پاناما (دیده‌بان لاتین)              | ۱۳              |
| پرتغال (ای‌اف‌پی)                     | ۱۷              |
| سنگاپور (آرآی‌ای‌اس)                  | ۱               |
| اسلواکی (۱۰۰ تک‌آهنگ برتر دیجیتال)   | ۲۵              |
| کرهٔ جنوبی (گائون)                   | ۲               |
| کرهٔ جنوبی (کی-پاپ ۱۰۰)              | ۱               |
| اسپانیا (پروموزیکائه)               | ۸۳              |
| سوئد (تاپ‌لیستن)                     | ۹۱              |
| سوئیس (جدول موسیقی سوئیس)           | ۲۳              |
| تک‌آهنگ‌های بریتانیا (اوسی‌سی)         | ۱۶              |
| مستقل بریتانیا (اوسی‌سی)             | ۳               |
| ۱۰۰ تک‌آهنگ داغ بیلبورد ایالات متحده | ۱               |
| ویتنام (۱۰۰ آهنگ داغ ویتنام)        | ۲۸              |

| جدول (۲۰۲۱)            | بالاترین موقعیت |
| ---------------------- | --------------- |
| کرهٔ جنوبی (گائون)      | ۳               |
| کرهٔ جنوبی (کی-پاپ ۱۰۰) | ۱               |

| جدول (۲۰۲۱)               | موقعیت |
| ------------------------- | ------ |
| جهانی ۲۰۰ (بیلبورد)       | ۷۱     |
| مجارستان (۴۰ تک‌آهنگ برتر) | ۴۵     |
| ژاپن (۱۰۰ آهنگ داغ)       | ۱۵     |
| کرهٔ جنوبی (گائون)         | ۲۵     |

## گواهی‌نامه‌ها و فروش‌ها
| منطقه           | گواهی  | واحدهای گواهی‌شده/فروش |
| --------------- | ------ | --------------------- |
| ژاپن (آرآی‌ای‌جی) | طلا    | ۱۰۰٬۰۰۰               |
| استریم          |        |                       |
| ژاپن (آرآی‌ای‌جی) | پلاتین | ۱۰۰٬۰۰۰٬۰۰۰           |

## تاریخچهٔ انتشار
| کشور  | تاریخ         | قالب(ها)              | نسخه           | ناشر         | منبع(ها) |
| ----- | ------------- | --------------------- | -------------- | ------------ | -------- |
| مختلف | ۹ ژوئیهٔ ۲۰۲۱  | دانلود دیجیتال استریم | اصلی           | بیگ هیت سونی | [ ۵۱ ]   |
| مختلف | ۲۳ ژوئیهٔ ۲۰۲۱ | دانلود دیجیتال استریم | ریمیکس آراندبی | بیگ هیت      | [ ۵۲ ]   |